# منطق موجهات کلاسیک
در منطق موجهات، منطق موجهات کلاسیک (به انگلیسی: Classical modal logic)، هر منطق موجهاتی است که حاوی دوگانگی عملگرهای وجهی (به عنوان اصل یا قضیه) باشد.
{\displaystyle \Diamond A\leftrightarrow \lnot \Box \lnot A}
که همچنین تحت قاعده بسته است.
{\displaystyle {\frac {A\leftrightarrow B}{\Box A\leftrightarrow \Box B}}}
از طرف دیگر، می‌توان تعریف دوگانه‌ای از L ارائه داد که به موجب آن، L کلاسیک است اگر و تنها اگر شامل (به عنوان بدیهیات یا قضیه) باشد.
{\displaystyle \Box A\leftrightarrow \lnot \Diamond \lnot A}
و تحت قاعده بسته است.
{\displaystyle {\frac {A\leftrightarrow B}{\Diamond A\leftrightarrow \Diamond B}}}
ضعیف‌ترین دستگاه کلاسیک گاهی اوقات به عنوان E شناخته می‌شود و منطق وجهی نرمال است. هر دو معناشناسی جبری و همسایگی دستگاه‌های موجهات کلاسیک آشنا را مشخص می‌کنند که ضعیف‌تر از ضعیف‌ترین منطق موجهات معمولی K هستند.
هر منطق موجهات منظم، کلاسیک است و هر منطق وجهی نرمال، منظم و در نتیجه کلاسیک است.
- چلاس، برایان. منطق مدال: مقدمه . انتشارات دانشگاه کمبریج، 1980.